# Manoir de Menorval
Le manoir de Menorval est un manoir situé sur la commune française de Guern dans le département du Morbihan, en région Bretagne.

## Localisation
Le manoir est situé au hameau de Mané-er-Val, à environ 2,6 km à vol d'oiseau à l'ouest du bourg de Guern.

## Historique
Le manoir paraît remonter au XVe ou XVIe siècle, avec des éléments (porte d'entrée Renaissance datée de 1557 et lucarne de l'aile ouest) adjoints postérieurement. L'édifice est construit pour le sieur François de Baud[réf. souhaitée]. Les communs datent du XVIIe siècle[réf. souhaitée]. Il est utilisé comme ferme au XIXe siècle, et sert d'habitation à partir des années 1970[réf. souhaitée].
Le domaine a appartenu à la duchesse d'Elbeuf, aux familles de Kerangal, Goublaye-Nantois, Mahé (début du XXe siècle) et Bonniec (après 1970)[réf. souhaitée].
La porte d'entrée est inscrite au titre des monuments historiques par arrêté du 27 mars 1950.

## Description
Le corps de logis était ceint d'une enceinte fortifiée. De cette enceinte fort détériorée ne subsiste qu'une tour et un portail (construit en 1620 et ruiné en 1966[réf. souhaitée]). Une chapelle dédiée à sainte Catherine et saint Jérôme,[réf. souhaitée] aujourd'hui en ruines, a également été construite au nord du domaine.
Sur le corps de logis, la porte d'entrée du XVIe siècle entourée de deux pilastres et supportant un fronton [réf. souhaitée]a été conservée, de même qu'une fenêtre décorée de pilastres, fronton et coquilles.[réf. souhaitée]

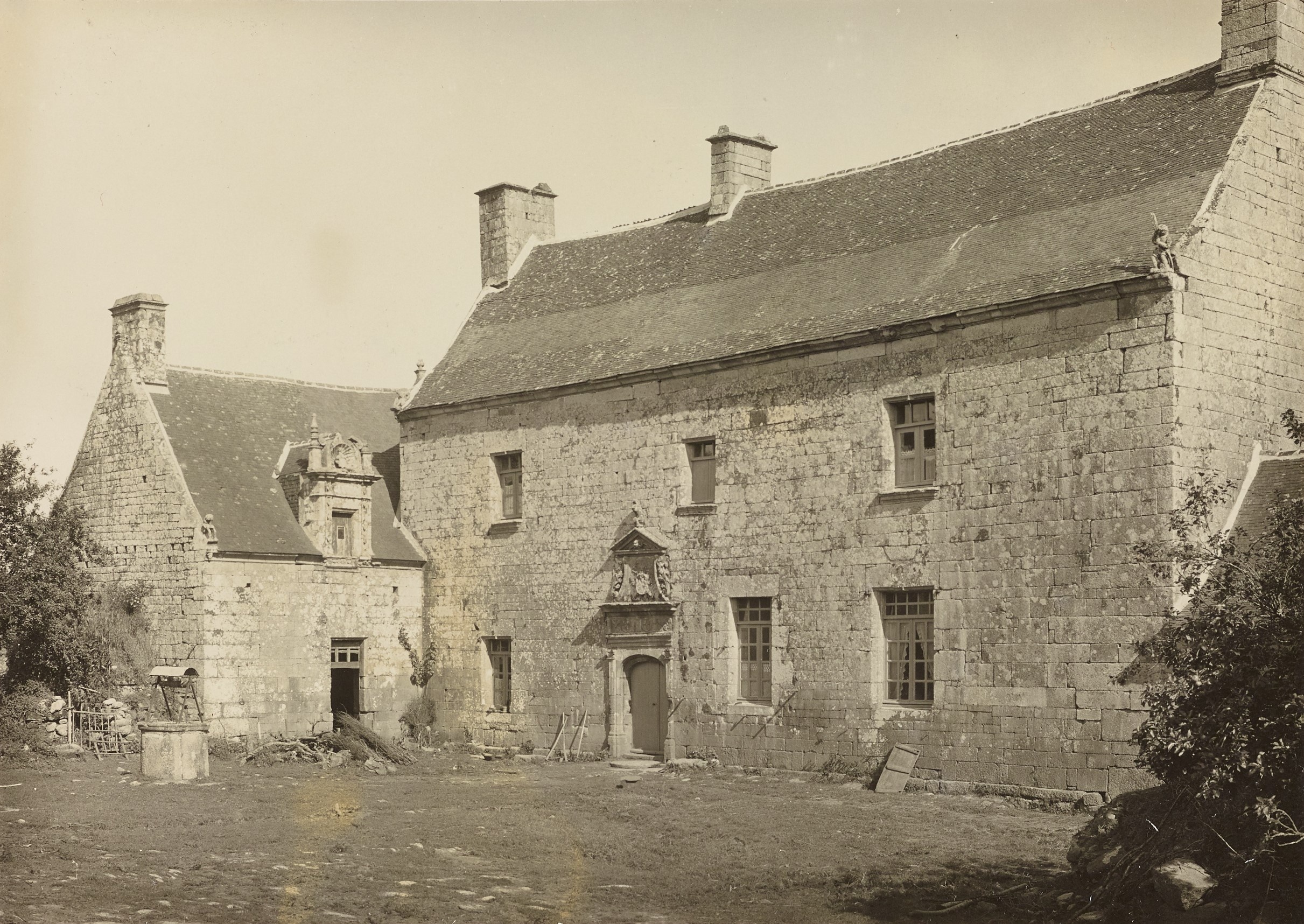
Façade principale du manoir de Ménorval (photo prise vers 1940).